# Occupy Wall Street
Occupy Wall Street (Ockupera Wall Street) är namnet på en serie av demonstrationer i New York, som tog sin början den 17 september 2011, med utgångsläget på Zuccotti Park. Protesten är ursprungligen startad av aktivistgruppen Adbusters. Demonstranterna riktade sin ilska mot den sociala och ekonomiska ojämlikheten, företagens girighet och företagens ekonomiska påverkan på lobbyister i regeringen. Adbusters, som var en av de drivande rörelserna i demonstrationen, krävde exempelvis att presidenten skulle tillsätta en kommission i syfte att få bort pengarna från politiken och därigenom även få bort korruptionen. Demonstrationernas organisatörer hoppas också att demonstranterna själva skapar egna specifika krav. Proteströrelsen utökades gradvis, i takt med att fackföreningar, studenter och andra grupper anslöt sig. Den 7 oktober hade protesterna spridit sig till ett flertal städer i USA, däribland Washington, D.C., Los Angeles, San Francisco, Boston, Chicago, Houston, Philadelphia, Miami, Maine, Jersey City, Trenton, Portland, Oregon, Seattle, Denver, Kansas City, Missouri, Austin, Ann Arbor, Cleveland, Dallas och Minneapolis. Demonstrationer hölls då även i Kanada och Storbritannien. Den 15 oktober hölls demonstrationer i över 25 olika städer både i USA och andra länder.

## Kronologi

### Före den 17 september 2011
- 9 juni 2011 – Adbusters registrerade domännamnet occupywallstreet.org.[8]
- 13 juli 2011 – Adbusters föreslog en fredlig demonstration på Wall Street.[9]
- 2 augusti 2011 – datumet då USA riskerade att inte kunna fullgöra sina skuldförbindelser.
- 23 augusti – Hackargruppen Anonymous uppmuntrade sina följeslagare (medlemmar) att delta i protesterna.[10]

### September 2011

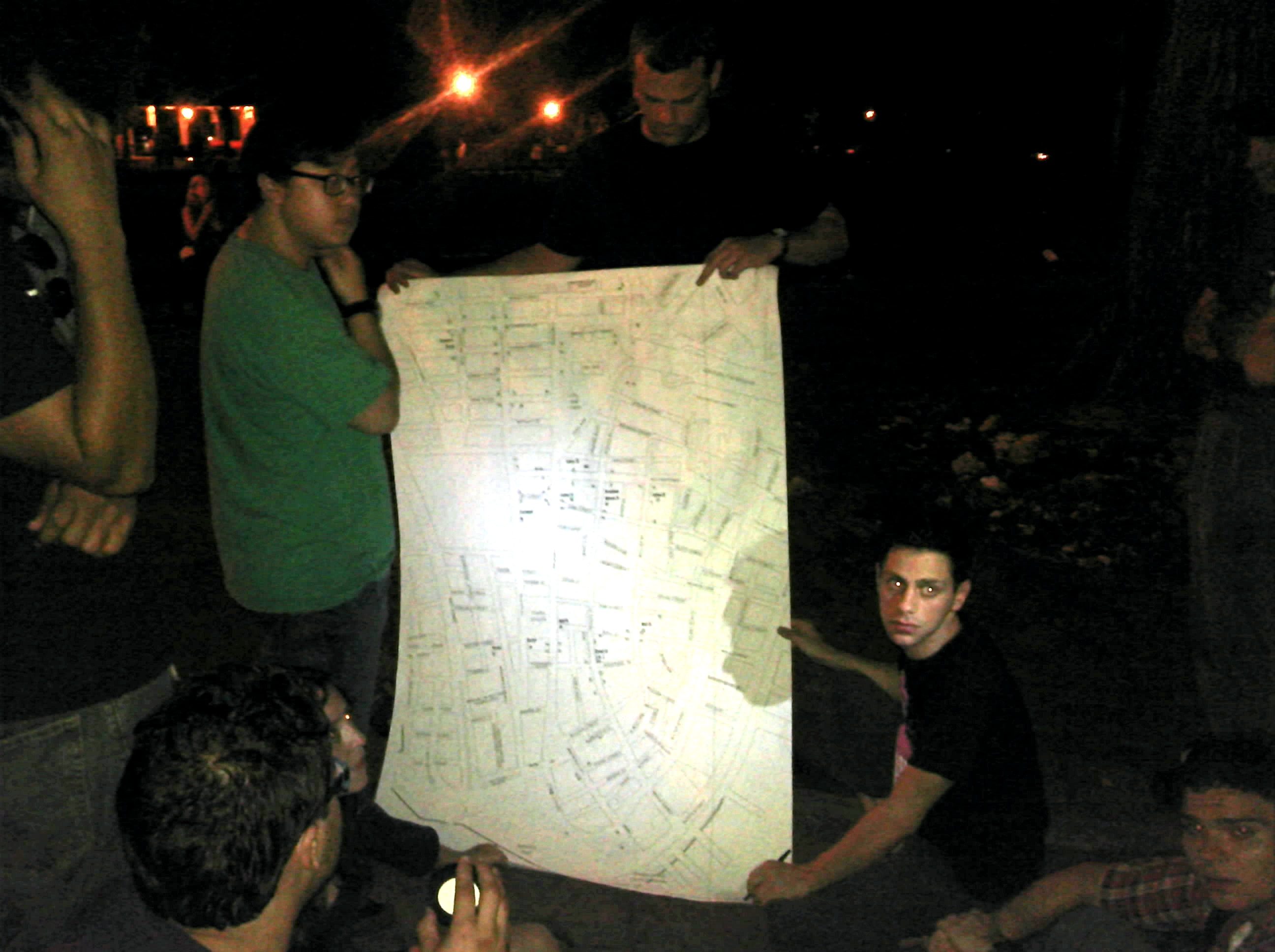
Ett nattligt planeringsmöte i Tompkins Square Park.

- 17 september (dag 1) – Den första dagen deltog omkring 1000 personer i demonstrationen[11]
- 20 september (dag 4) – Polisen arresterade demonstranter i mask.
- September 22 (day 6) – Omkring 2000 personer marscherade nerför Union Square mot Wall Street för att protestera mot avrättningen av Troy Davis. Fyra svarta män och två från Malcolm X Grassroots Movement arresterades.[12]

### Oktober 2011

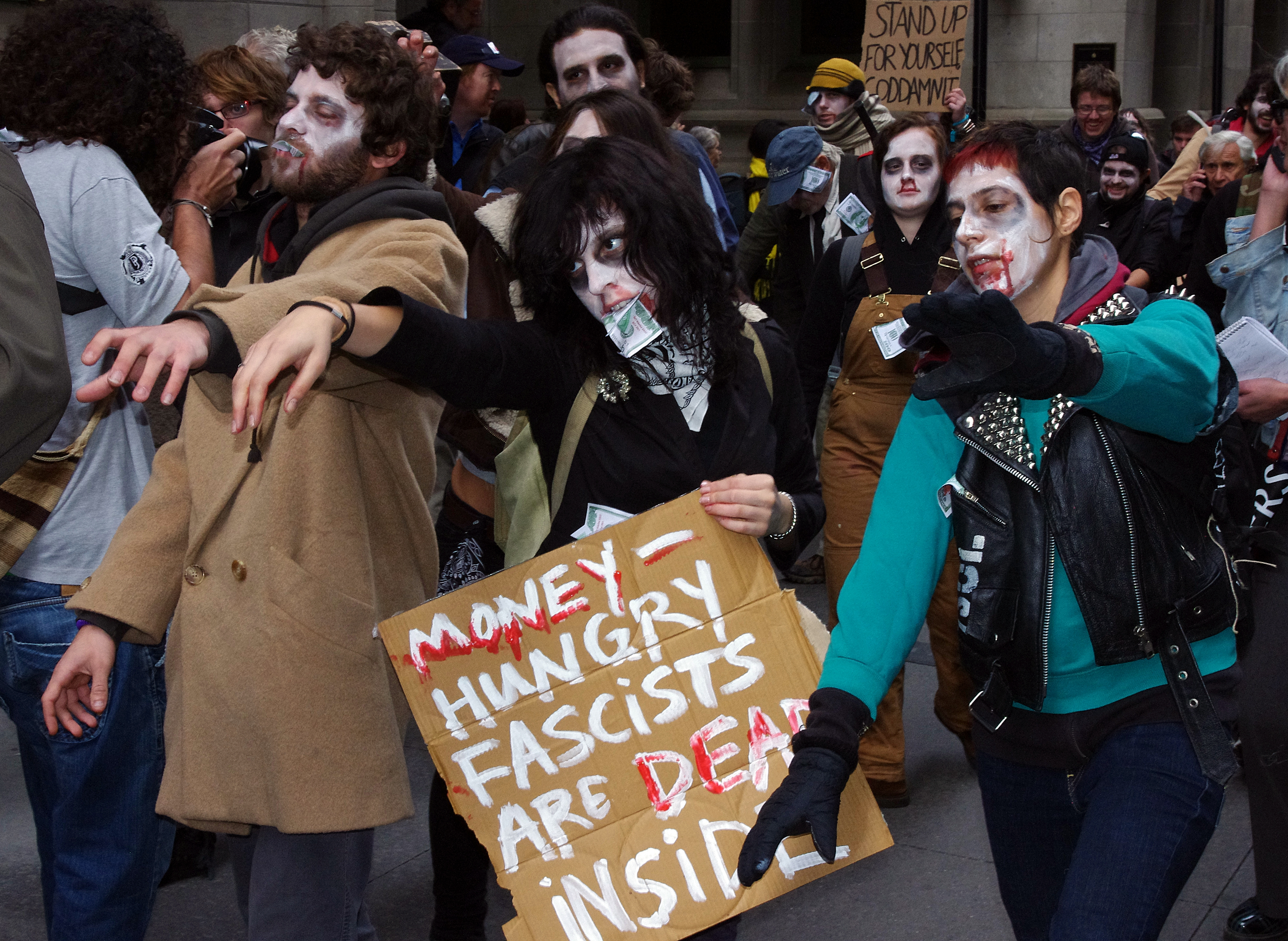
Demonstranter marscherar som zombies den 3 oktober 2011.

- 1 oktober (dag 15) – Mer än 5000 personer marscherar mot Brooklyn Bridge. Trafiken mot Brooklyn stoppas av polisen i omkring två timmar. Polisen splittrar gruppen i två delar.[13]
- 3 oktober (dag 17) – Hundratals demonstranter i New York City klär ut sig till zombies och gör en zombie walk förbi Wall Street med målade ansikten.[14]
- 5 oktober (dag 19) – Demonstranterna, som nu uppgår nu till 5000-15000, marscherar från Foley Square på Manhattan till Zuccotti Park.
- 6  oktober (dag 20) – Omkring 5000 demonstranter i Portland, Oregon.[15]. Dessutom hålls fler demonstrationer i Los Angeles, San Francisco, Kalifornien; Tampa, Florida, Houston och Austin, Texas.
- 26 oktober (dag 40) – Hundratals OWS-demonstranter marscherar i närheten av Union Square till stöd för veteraner från Irakkriget och Scott Olsen från Occupy Oakland som skadats från ett polisskott under Occupy Oakland-demonstrationen den 25 oktober får intensivvård på sjukhuset.[16]
- 30 oktober (dag 44) – Polisen arresterade två dussin människor i Portland, Oregon, eftersom de vägrade lämna en park då den stängdes vid midnatt. Polisen arresterade 38 personer i Austin, Texas efter att de vägrade att ta bort deras matbord vid 10-tiden på kvällen.[17]

### November 2011
- 1 november (dag 46) – En domare beslutade på måndagen att sluta tillämpa nya regler som hade använts för att gripa demonstranterna i Nashville.[18]
- 5 november (dag 50) – För att delta i både Guy Fawkes Day och Bank Transfer Day, samlades demonstranterna utanför stora banker och finansiella institutioner. I föregående månad, stängde över 600 000 människor sina bankkonton och öppnade istället konton med lokala kreditföretag.[19]

### Januari 2012
- 1 januari (dag 107) – New Yorks polis arresterar 68 Occupy Wall Street-demonstranter som återvänt till Zuccotti Park.[20]

## Galleri

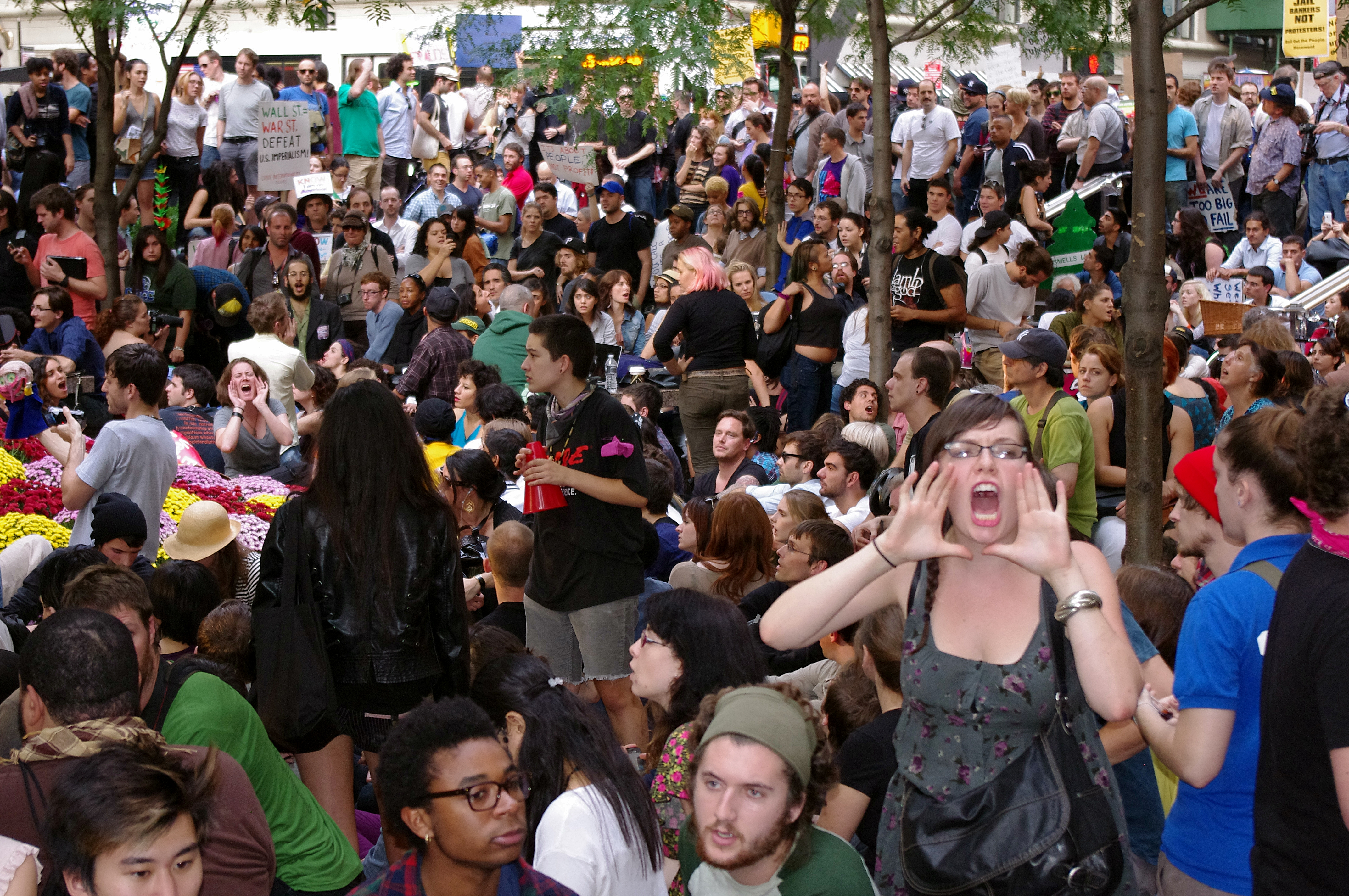
14:e dagen av Occupy Wall Street
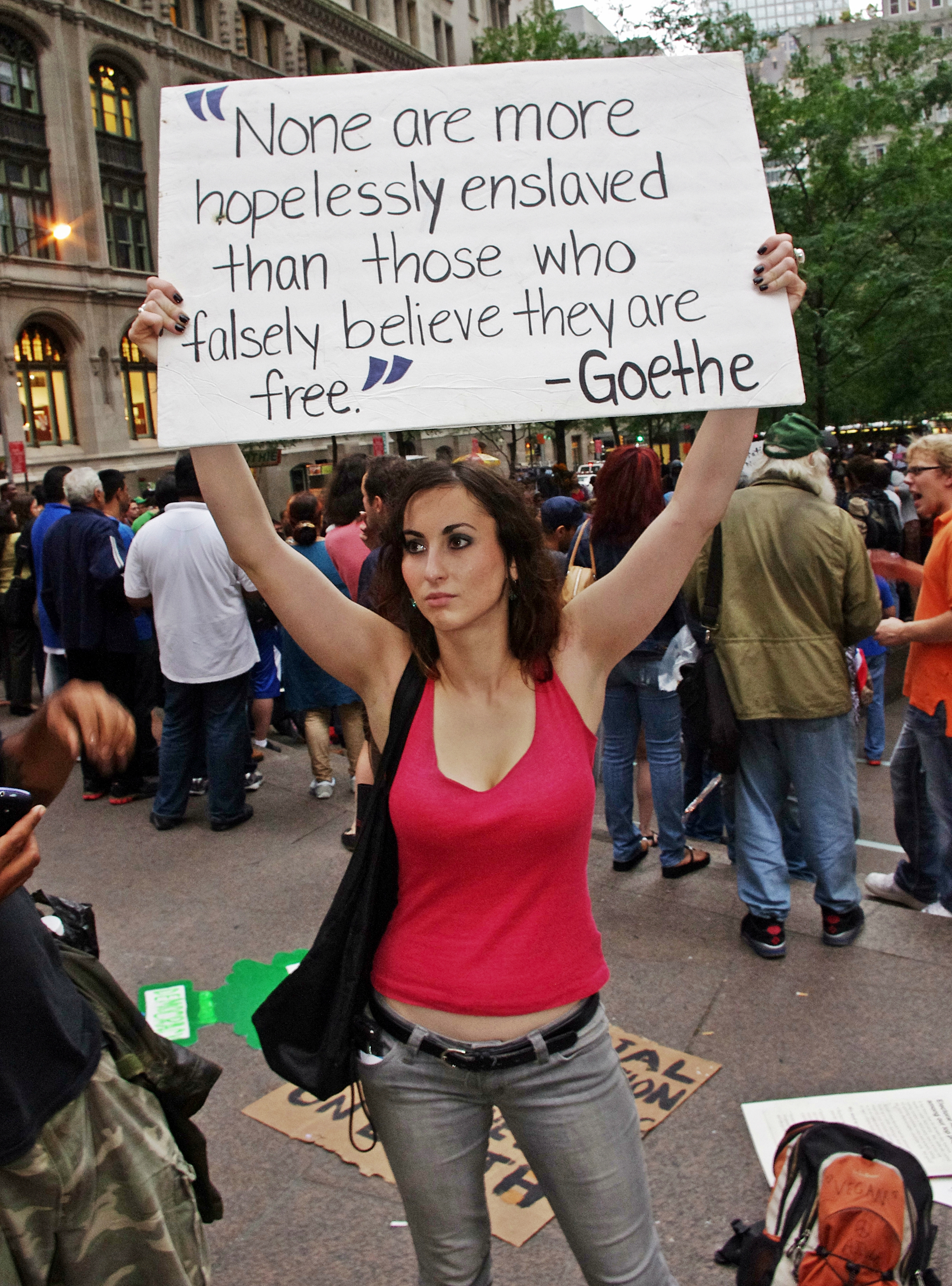
Tolfte dagen av Occupy Wall Street
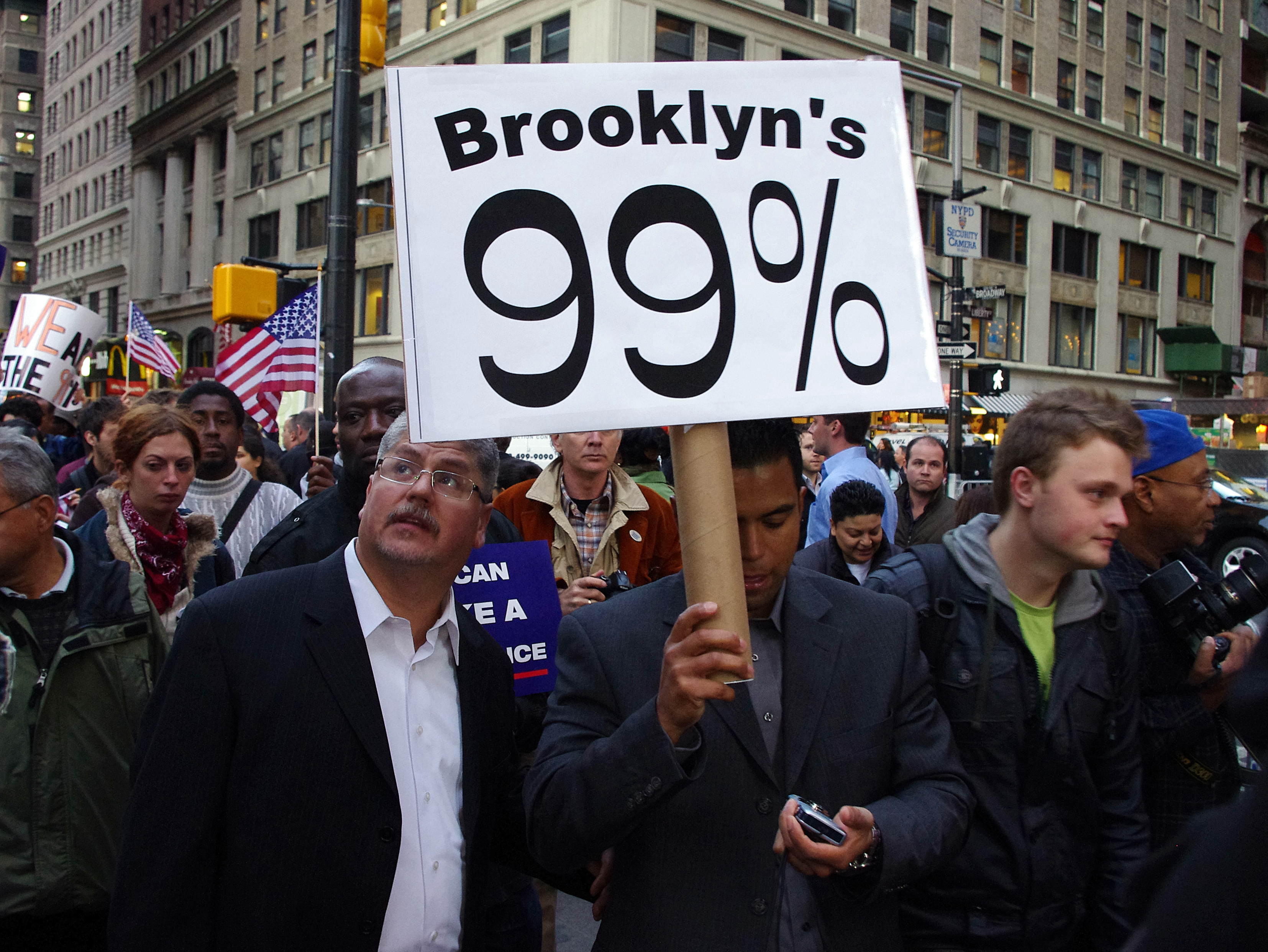
Dag 40 av protester
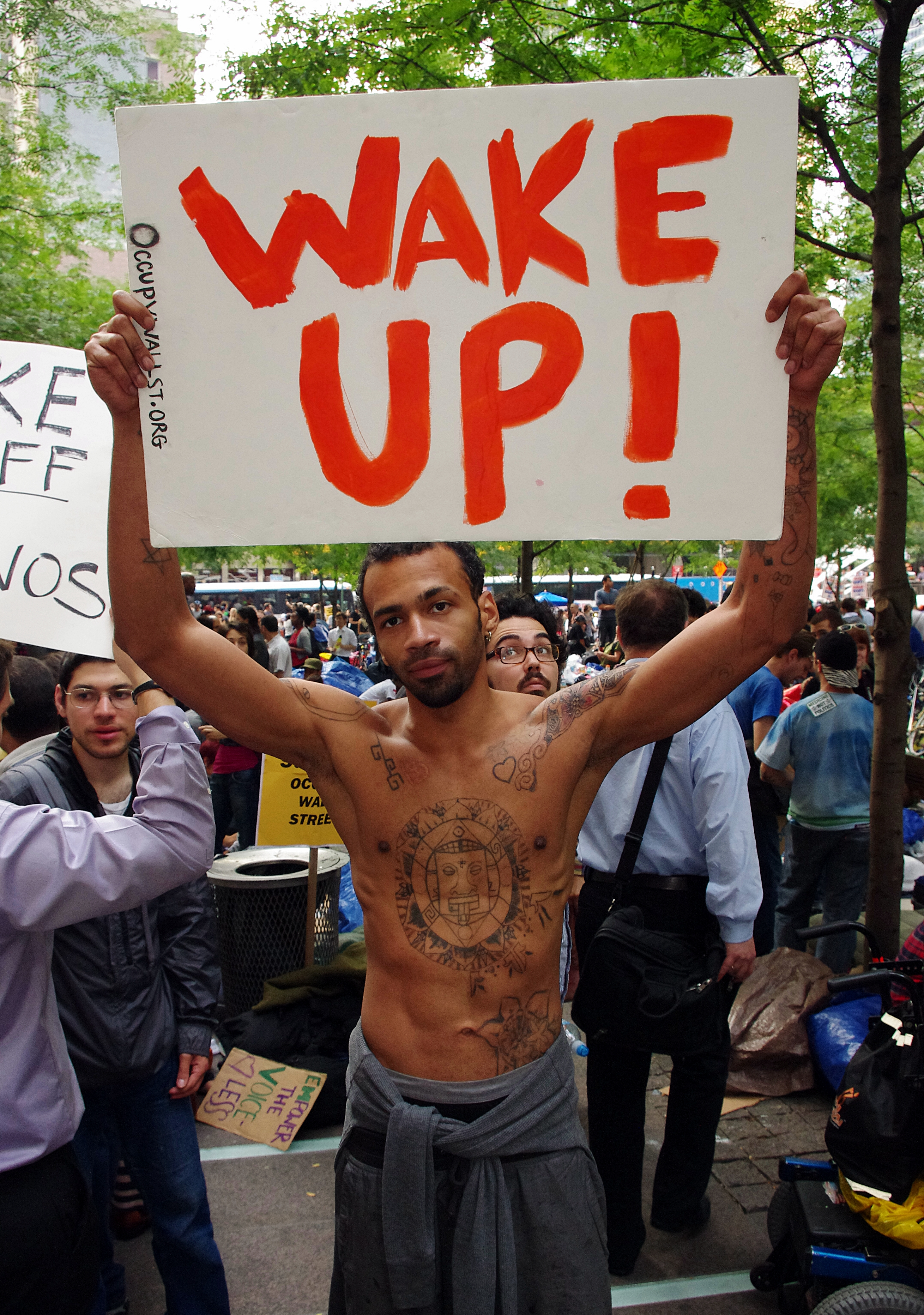
14:e dagen